# ديفيد إيفانز (عسكري)
ديفيد إيفانز (بالإنجليزية: David Evans) هو عسكري أسترالي، ولد في 3 يونيو 1925 في بادينغتون ‏ في أستراليا.